# Gudrun Zollner

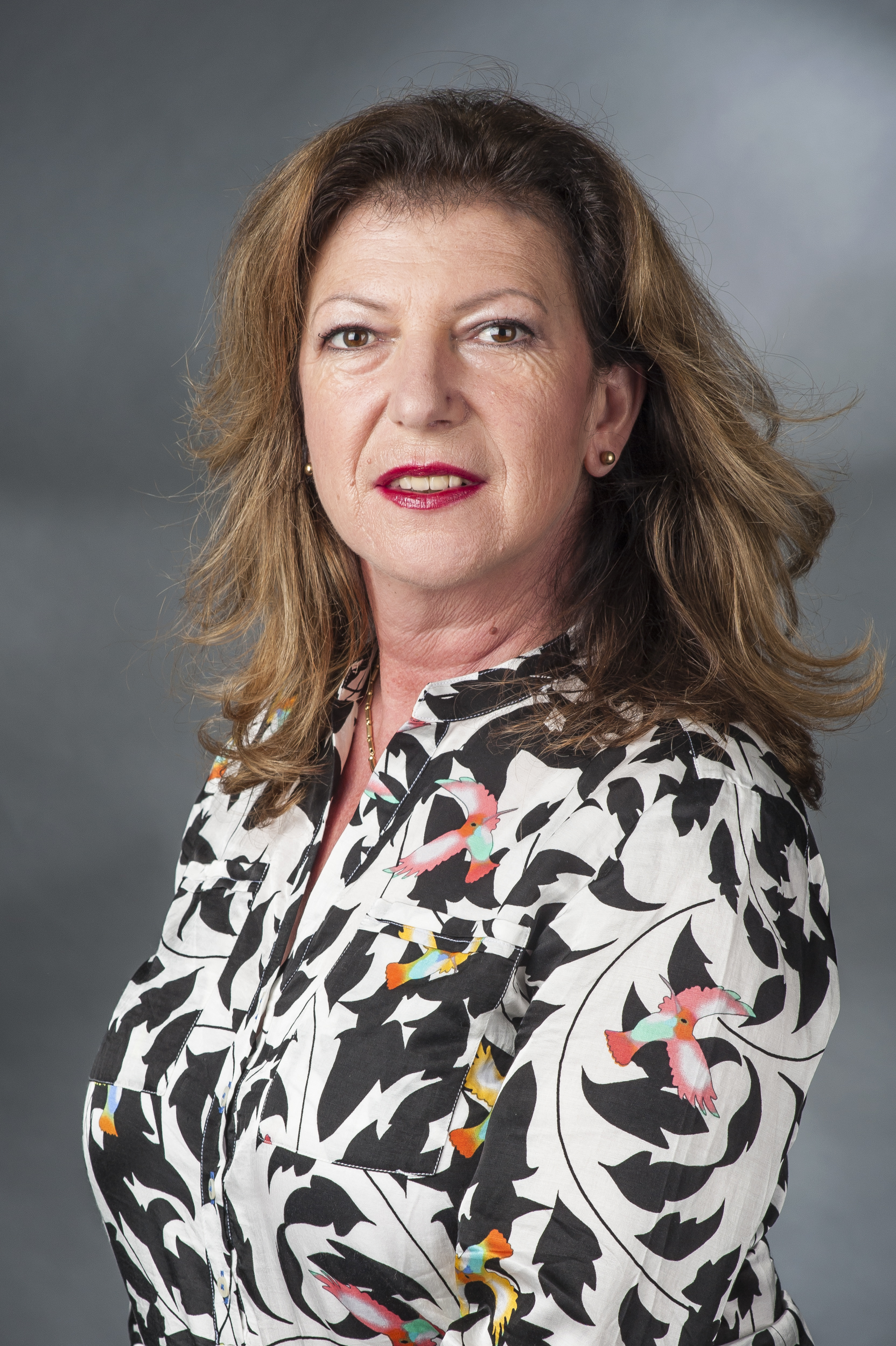
Gudrun Zollner (2014)

Gudrun Anna Therese Zollner (* 21. Juli 1960 in Straubing) ist eine deutsche Politikerin (CSU) und war Mitglied des Deutschen Bundestages.

## Leben
Nach der mittleren Reife absolvierte Zollner zwischen 1976 und 1979 die Ausbildung zur Industriekauffrau in einem Betrieb in Landau an der Isar. Hieran schloss sich eine zweijährige Ausbildung zur Speditionskauffrau in Passau an. Von 1981 bis 2002 war sie in der familieneigenen Spedition tätig, von 1982 bis 1995 selbständige Transportunternehmerin. Im Jahr 2003 wechselte sie als kaufmännische Angestellte zu den Beruflichen Fortbildungszentren der Bayerischen Wirtschaft. 
Von 1986 bis 2012 war sie Miteigentümerin der Reiterhof Zollner GdbR in Wallersdorf. Für ihr Engagement als langjährige Gründungsvorsitzende des Reiterhofs Wallersdorf e. V.  wurde sie seitens der Marktgemeinde Wallersdorf mit der goldenen Ehrenamtsplakette ausgezeichnet. 
Von 1995 bis 2005 war Zollner Fachbeirätin Vielseitigkeit des Pferdesportverbands Niederbayern/Oberpfalz. Für dieses Engagement wurde ihr das Silberne Ehrenzeichen verliehen. 
Als Richterin der Leistungskommission für Pferdeleistungsprüfungen in Bayern ist sie seit 1993 ehrenamtlich aktiv.   
Im Herbst 2014 wurde Zollner zur stellvertretenden Landesvorsitzenden von Donum Vitae in Bayern e. V. gewählt.
Sie ist geschieden und Mutter von zwei Kindern.

## Abgeordnete
Über Platz 40 der CSU-Landesliste zog Zollner am 22. September 2013 bei der Bundestagswahl 2013 in den Deutschen Bundestag ein. In der 18. Wahlperiode war Zollner Ordentliches Mitglied im Ausschuss für Familie, Senioren, Frauen und Jugend, im Sportausschuss sowie im Unterausschuss Bürgerschaftliches Engagement. Außerdem wurde sie als stellvertretendes Mitglied in den Petitionsausschuss berufen.
Politische Schwerpunkte ihrer Arbeit liegen unter anderem in den Bereichen Gleichstellung von Frauen und Männern in beruflichen Führungspositionen, der gesellschaftlichen und rechtlichen Anerkennung Homosexueller sowie in der Förderung des Ehrenamts, vor allem im Sport.
Seit Januar 2016 war sie Schriftführerin der CDU/CSU-Fraktion im Deutschen Bundestag.

## Partei
Zollner trat 1999 der CSU bei. 2011 wurde sie Ortsvorsitzende der CSU in Wallersdorf.
Seit 2001 ist sie Teil der Vorstandschaft des CSU-Kreisverbands Dingolfing-Landau und wurde 10 Jahre später zur stellvertretenden Kreisvorsitzenden gewählt. Sie gehört seit 2011 dem niederbayerischen CSU-Bezirksvorstand an und wurde im November 2015 als Beisitzerin in den CSU-Parteivorstand gewählt.
In der Frauen-Union engagiert sich Zollner seit 2007: Sie ist Gründungsvorsitzende des Ortsverbands Wallersdorf und stellvertretende Kreisvorsitzende in Dingolfing-Landau. Von 2009 bis 2015 hatte sie den stellvertretenden  Bezirksvorsitz inne – 2015 bestimmten die Delegierten sie zur niederbayerischen Bezirksvorsitzenden. Gudrun Zollner wurde 2009 zur Landesschriftführerin gewählt und seitdem immer in ihrem Amt bestätigt.
In der Mittelstands-Union Niederbayern ist sie seit 2010 Mitglied des Bezirksvorstands und engagiert sich als Bundes- und Landes-Delegierte.

## Mandate
Seit 2008 ist Zollner Mitglied des Marktgemeinderats in ihrer Heimatgemeinde Wallersdorf in Niederbayern. Im Jahr 2014 wurde sie zudem Kreisrätin des Landkreises Dingolfing-Landau. 